# 44-й отдельный лыжный батальон
44-й отдельный лыжный батальон — воинская часть вооружённых сил СССР в Великой Отечественной войне.

## История
Батальон формировался с ноября 1941 года в Челябинске. При формировании батальон насчитывал в трёх ротах 560 человек.
В действующей армии с 1 января 1942 по 1 апреля 1942 года.
В декабре 1942 года направлен на Волховский фронт, 25 декабря 1941 года разгрузился в Малой Вишере. Принимал участие в Любанской операции.
В первые дни января 1942 года был придан 327-й стрелковой дивизии.
С 13 января 1942 года вместе с дивизией наступает через Волхов и захватывает плацдармы. В атаку лыжники поднялись первыми. Они быстро пересекли реку и ворвались в первые траншеи противника, в чём и заключалась их задача: взять первую траншею, закрепиться на западном берегу и ждать подхода основных сил. Затем батальон ведёт бои за расширение плацдарма в районе деревень Бор, Костылево, Арефино, Красный Посёлок.
18 января 1942 года, в составе дивизии вошёл в состав оперативной группы Коровникова, перед которой стояла задача взять Спасскую Полисть. Взяв село Коломно, лыжный батальон с 22 января 1942 года начал наступление на Спасскую Полисть.
Ведёт бои в составе 2-й ударной армии внутри кольца в течение февраля — первой половины марта 1942 года.
14 марта 1942 года батальон был расформирован.

## Подчинение
| Дата            | Фронт (округ)    | Армия             | Корпус | Примечания |
| --------------- | ---------------- | ----------------- | ------ | ---------- |
| 01.01.1942 года | Волховский фронт | 2-я ударная армия | -      | -          |
| 01.02.1942 года | Волховский фронт | 2-я ударная армия | -      | -          |
| 01.03.1942 года | Волховский фронт | 2-я ударная армия | -      | -          |